# Tom Clancy's Rainbow Six Mobile
Rainbow Six Mobile (também conhecido como Tom Clancy's Rainbow Six Mobile) é um jogo eletrônico de 2025 desenvolvido e publicado pela Ubisoft. O jogo foi anunciado em abril de 2022.
Rainbow Six Mobile foi oficialmente lançado para Android e iOS na América Latina em 15 de julho de 2025. Em outras regiões o jogo mantém uma versão beta disponível em países como Canadá, França e Polônia.

## Ligações Externas
- Página oficial